# Музеј Тимочке буне
Музеј тимочке буне се налази у Бољевцу, у реконструисаној згради Старе апсане. Отворен је на стогодишњицу Тимочке буне, 1983. године и делује под окриљем КОЦ-а Бољевац.
Објекат Музеја заузима површину од 104 метара квадратна, дужине 16,5m и ширине 6,3 . Од 15. маја 1980. године представља непокретно културно добро као споменик културе.
Поставка Музеја прати стање пред Тимочку буну, почетак буне, борбу народне и стајаће војске, организацију војске 80-их године 19. века, стање становништва крајем 19. века. Поставку употпуњују портрети најзначајнијих личности везаних за Буну, пре свега вођа Буне, све до угушење Буне које је оличено у Преком суду.
Музеј садржи богату колекцију докумената из 1883. године:
- Закон о устројству војске,
- Указ о разрешењу владе Милана Пироћанца и постављању владе Николе Христића,
- писмо команданта честобродичког одреда, пуковника Михајла Срећковића главном команданту стајаће војске,
- Смртне пресуде Преког суда појединим вођама покрета.

Највећи део збирке музеја представљају фотографије личности које су одиграле пресудну улогу у Тимочкој буни:
- Краљ Милан Обреновић, за време чије владавине је донет Закон о устројству војске 1883. године након чега је уследило одузимање оружја од војника што је довело до побуне најпре у Лукову где су се побунили и мештани Кривог Вира.
- фотографије најистакнутијих вођа буне и важних личности које су учествовале буни: Милија Петровић, Добросав Петровић, Љуба Дидић, Аца Станојевић, Љуба Божиновић, Владимир Зебић.

Велики део музеја представљају илустрације са приказима сељака из тог периода, народне војске, стајаће војске и догађаја као што су:
- „Предавање оружја”
- „Читање владине наредбе и позив на изручење оружја”
- „Напад стајаће војске на народ и народну војску код бањске клисуре”

Своје место у поставци нашла је малобројна уметничка збирка са акварелима и цртежима везаним за Тимочку буну као што су акварели са изгледом сеоске механе у селу Лукову, акварел са изгледом зграде општине у Кривом виру, цртеж са изгледом апсане, цртеж са приказом зграде у којој је одржан договор пре избијања буне.
Збирка садржи предмете и оружје из тог периода, као и медаље којима су награђени они који су хватали побуњенике.
Музејска грађа којом се илуструје Тимочка буна, прикупља се и чува у већ 30 година. У Музеју је изложен и део завичајне збирке где се могу видети преслице, старе вунене чарапе, као и поједини елементи прибора за ручавање. Стална поставка Музеја је 2011. године „освежена” паноима са истраживачком грађом где је акценат стављен на учеснике из Бољевачког среза.